# Notholca lamellifera
Notholca lamellifera är en hjuldjursart som beskrevs av Vasilieva och Ludmila A. Kutikova 1969. Notholca lamellifera ingår i släktet Notholca och familjen Brachionidae.

## Underarter
Arten delas in i följande underarter:
- N. l. jashnovi
- N. l. lamellifera